# NGC 4604
NGC 4604 is een onregelmatig sterrenstelsel in het sterrenbeeld Maagd. Het hemelobject werd in 1883 ontdekt door de Duits-Amerikaanse astronoom Christian Heinrich Friedrich Peters.

## Synoniemen
- MCG -1-32-37
- IRAS 12381-0501
- PGC 42489